# Roman Jóźwiak
Roman Jóźwiak (ur. 17 stycznia 1953 w Gorzowie Wielkopolskim, zm. 4 sierpnia 2019 tamże) – polski żużlowiec.
Sport żużlowy uprawiał w latach 1970–1974 w barwach klubu Stali Gorzów Wlkp. Złoty medalista Drużynowych mistrzostw Polski (1973) oraz dwukrotny srebrny medalista (w 1971 i 1974 roku). Startował w półfinałach Młodzieżowych indywidualnych mistrzostwach Polski (1972 – XIII miejsce) i (1973 – XII miejsce) oraz w eliminacjach do Srebrnego Kasku – w 1973 i 1974 roku.
Zmarł 4 sierpnia 2019 roku. Został pochowany 7 sierpnia 2019 roku na Cmentarzu Komunalnym w Gorzowie Wielkopolskim (4A/16/11).